# Germaine Golding
Germaine Golding Regnier, francoska tenisačica, * 1887, Dijon, Francija, † 14. avgust 1973, Boulogne-Billancourt, Francija.
V posamični konkurenci se je štirikrat uvrstila v finale turnirja za Državno prvenstvo Francije, kjer jo je trikrat premagala Suzanne Lenglen in enkrat Jeanne Mattheyh. Na turnirjih za Prvenstvo Anglije se je najdlje uvrstila v prvi krog leta 1923. V konkurenci ženskih dvojic se je trikrat uvrstila v finale turnirja za Državno prvenstvo Francije in enkrat v konkurenci mešanih dvojic. Nastopila je na Olimpijskih igrah 1924, kjer je osvojila četrto mesto v posamični konkurenci in peto v konkurenci ženskih dvojic.

## Finali Grand Slamov

### Posamično (4)

#### Porazi (4)
| Leto | Turnir                         | Nasprotnica v finalu | Rezultat finala |
| 1910 | Državno prvenstvo Francije     | Jeanne Matthey       | 6–1, 1–6, 9–7   |
| 1921 | Državno prvenstvo Francije (2) | Suzanne Lenglen      | b.b.            |
| 1922 | Državno prvenstvo Francije (3) | Suzanne Lenglen      | 4–6, 0–6        |
| 1923 | Državno prvenstvo Francije (4) | Suzanne Lenglen      | 1–6, 4–6        |

### Ženske dvojice (3)

#### Porazi (3)
| Leto | Turnir                         | Partnerica      | Nasprotnici v finalu                  | Rezultat finala |
| 1914 | Državno prvenstvo Francije     | Suzanne Lenglen | Blanche Amblard Suzanne Amblard       | 4–6, 6–8        |
| 1920 | Državno prvenstvo Francije (2) | Jeanne Vaussard | Suzanne Lenglen Élisabeth d'Ayen      | 1–6, 1–6        |
| 1924 | Državno prvenstvo Francije (3) | Jeanne Vaussard | Marguerite Broquedis Yvonne Bourgeois | 3–6, 3–6        |

### Mešane dvojice (1)

#### Porazi (1)
| Leto | Turnir                     | Partner      | Nasprotnika v finalu            | Rezultat finala |
| 1922 | Državno prvenstvo Francije | Jean Borotra | Suzanne Lenglen Jacques Brugnon | 0–6, 0–6        |